# Extragalaktischer Planet
Ein extragalaktischer Planet ist ein Exoplanet, dessen (beobachteter oder vermuteter) Ort außerhalb der Milchstraße liegt. Die Bezeichnung wird auch auf den Entstehungsort bezogen.
Aufgrund der großen Entfernung extragalaktischer Himmelskörper sind extragalaktische Planeten mit heutigen Mitteln nur sehr schwer zu entdecken und zu verifizieren.

## Entdeckungsbehauptungen (Auswahl)
Bisher (Stand Februar 2018) gibt es keine von der Fachwelt bestätigte und gesicherte Entdeckung einzelner Planeten. Einzelne Microlensing-Beobachtungen beziehen sich auf einmalige und nicht wiederholbare Ereignisse, für die ein extragalaktischer Planet nur eine mögliche (aber nicht zwingende) Interpretation der Daten ist – auch wenn diese Möglichkeit als die interessanteste in den populärwissenschaftlichen Medien am deutlichsten herausgestellt wurde. Einzelne solche Beobachtungen oder andere Datenerhebungen, für die ein extragalaktischer Planet eine mögliche Erklärung war, führten zu Meldungen über den (jeweils) ersten (möglicherweise oder angeblich tatsächlich) beobachteten extragalaktischen Planeten in populärwissenschaftlichen Medien oder in der Allgemeinpresse.

### Planet im Vordergrund des Quasars Q0957+561
Der Quasar Q0957+561 ist, bedingt durch eine auf der Sichtlinie zu ihm gelegene Galaxie, die als Gravitationslinse wirkt, doppelt sichtbar und deshalb auch als twin quasar bekannt. 1995 veröffentlichte der am Harvard-Smithsonian Center for Astrophysics tätige Astrophysiker Rudolph Schild die Beobachtung von Mikrolinsen-Ereignissen in den Abbildern des Quasars. Für ein bestimmtes Ereignis im Abbild „A“ gab er dabei als eine mögliche Erklärung die Existenz von Objekten (beispielsweise MACHOs) mit einer Gesamtmasse von 10−5 Sonnenmassen (etwa 3 Erdmassen) in der als Gravitationslinse wirkenden Vordergrundgalaxie an. Dies führte in den populärwissenschaftlichen Medien zu Spekulationen über die tatsächlich erfolgte Entdeckung eines extragalaktischen Planeten von 3 Erdmassen, auch wenn dies in der Originalveröffentlichung so nicht behauptet wurde.

### Planeten in der Andromeda-Galaxie
Eine internationale Forschergruppe veröffentlichte 2009 eine Studie, wie mit Hilfe des Mikrolinseneffekts in der Andromeda-Galaxie, dem nächsten galaktischen Nachbarn der Milchstraße, extragalaktische Planeten identifiziert werden können. Dabei wurde ein möglicher Planet von etwa 6–7 Jupitermassen identifiziert, dessen Existenz mit bereits 2004 erfassten Daten kompatibel ist.

### HIP 13044 b
Im November 2010 gab die Europäische Südsternwarte (ESO) die Entdeckung eines extragalaktischen Planeten mit einer Mindestmasse von 1,25 Jupitermassen bekannt, der den Stern HIP 13044 umrundet. Allerdings liegt dieser Stern tatsächlich innerhalb der Milchstraße (in etwa 2000 Lichtjahren Entfernung), er wird lediglich als Mitglied des Helmi-Stroms angesehen, eines Sternstroms, der einer bereits vor 6 bis 9 Milliarden Jahren von der Milchstraße absorbierten Zwerggalaxie entstammen soll. Damit läge lediglich der vermutete Entstehungsort, nicht aber der beobachtete Ort außerhalb der Milchstraße.
Bei einer im Januar 2014 veröffentlichten Neu-Analyse der Radialgeschwindigkeits-Daten wurde die Entdeckung verworfen. Somit ist nach heutigem (April 2015) Kenntnisstand davon auszugehen, dass ein Planet mit den Daten der Entdeckungsveröffentlichung nicht existiert.

### Planetenpopulation in einer Vordergrundgalaxie des Quasars RX J1131−1231
Aus Beobachtungsdaten des etwa 6 Milliarden Lichtjahre entfernten im Sternbild Becher gelegenen Quasars RX J1131−1231 lässt sich gemäß einer im Februar 2018 veröffentlichten Studie schließen, dass eine in etwa 3,8 Milliarden Lichtjahren Entfernung zwischen dem Sonnensystem und diesem Quasar gelegene Galaxie eine große Anzahl Einzelgänger-Planeten enthalten kann. Diese Vordergrundgalaxie erzeugt durch den Gravitationslinseneffekt vier Abbilder des Quasars. In 38 untersuchten Aufnahmen des Röntgenteleskops Chandra fanden sich durch den Mikrolinseneffekt hervorgerufene charakteristische Veränderungen der Eisen-K-Linie des abgebildeten Quasars. Diese seien durch eine Population von Einzelgänger-Planeten in der Vordergrundgalaxie erklärbar. Dabei wird von mehr als 2000 Objekten mit Massen zwischen Erdmond und Jupiter pro Hauptreihenstern oder über 200 Objekten zwischen Mars und Jupiter pro solchem Stern ausgegangen. An Sterne gebundene Planeten sollen nicht wesentlich zum beobachteten Effekt beitragen, da ihr Licht von ihrem Stern überdeckt wird. Der Schluss auf solche Einzelgänger-Planeten wird jedoch von anderen Wissenschaftlern nicht als zwingend angesehen, beispielsweise könne laut dem Heidelberger Astronom Joachim Wambsganß auch eine Population aus Sternen und Braunen Zwergen die Messergebnisse hervorbringen.

### M51-ULS-1b
2020 wurden Hinweise für den möglicherweise ersten Fund – oder die erste direkte Messung – eines extragalaktischen Planeten in der Whirlpool-Galaxie (M51) auf arXiv veröffentlicht: Dabei wurde in den Beobachtungsdaten des Röntgendoppelsterns M51-ULS-1 ein symmetrischer Transit mit kompletter Verdeckung und einer Dauer von gut drei Stunden entdeckt. Die Daten wurden mit dem Röntgenteleskop Chandra aufgenommen. Andere Ursachen wie Akkretionsstörungen oder intrinsische Variabilität wurden ausgeschlossen. Als wahrscheinlichster Radius des vorbeigezogenen Objekts wird ein Radius knapp unterhalb dem des Saturns angenommen. Es ist weiterhin nicht unmöglich, dass es sich bei dem Planetenkandidaten M51-ULS-1b tatsächlich um einen Braunen Zwerg handeln könnte. Ein Weißer Zwerg als transitierendes Objekts kann allerdings ausgeschlossen werden, da sich die Helligkeit des Röntgendoppelsterns dann aufgrund des Gravitationslinseneffekts erhöhen, nicht verringern müsste.